# Süütei tsai
Il süütei tsai (in mongolo ᠰᠦᠨ ᠲᠡᠢ ᠴᠠᠢ, in mongolo cirillico сүүтэй цай, in turco sütlü çay), letteralmente tè con latte, è una bevanda tradizionale mongola.

## Storia
Il latte è alla base dell'alimentazione in Mongolia e quello bevuto in tale paese proviene da diversi tipi di animali tra cui bovini o, in misura minore, cammelli, cavalli, yak, capre e pecore. Una vecchia tradizione tra molti mongoli consiste nel bere acqua con altri ingredienti. Questo potrebbe essere il risultato della convinzione secondo cui tale popolo considera l'acqua un bene sacro. Durante la metà del tredicesimo secolo, il frate francescano Guglielmo di Rubruck partì per l'Impero mongolo per raccogliere dei resoconti su quella popolazione. Nel suo racconto, Rubruck notò l'approccio che avevano i mongoli con l'acqua affermando che quel popolo fosse "molto attento a non bere acqua pura". In una terra dove il succo e il vino non erano facilmente reperibili, molti mongoli preferivano bere prodotti a base di latte come il süütei tsai o l'ajrag (un tipo di latte alcolico prodotto con latte di mucca fermentato) invece dell'acqua pura. Il süütei tsai è ancora oggi una delle bevande più comuni in Mongolia e viene bevuta durante tutti i tipi di pasto. Di solito viene servito agli ospiti in una ciotola di benvenuto assieme a degli spuntini agli ospiti quando questi giungono in una casa mongola (conosciuta come iurta o ger).

## Preparazione e caratteristiche
Gli ingredienti per la preparazione del süütei tsai sono acqua, latte, foglie di tè verde o nero e sale e la quantità di questi varia da ricetta a ricetta. Sebbene non esista un solo metodo per preparare il süütei tsai, una delle preparazioni più tipiche consiste nel versare acqua in un bollitore, aggiungere del sale, schiacciare il tè, il latte e portare la miscela a ebollizione. La bevanda viene successivamente filtrata dai pezzetti del tè con un colino e servita. Alcune preparazioni includono la presenza di burro o grasso e alcune persone omettono il sale. Un'altra aggiunta comune al süütei tsai è il miglio fritto. Per preparare il süütei tsai, i mongoli usano steli e foglie di tè compressi in blocchi che possono conservarsi a lungo. Esistono anche delle varianti dell'alimento sotto forma di cibo istantaneo.
Il süütei tsai può essere bevuto da solo, con i boortsog (gnocchi fritti mongoli) o con altri tipi di pasta ripiena. Sebbene molti mongoli amino il süütei tsai, alcuni occidentali trovano difficile apprezzarlo a causa del suo caratteristico sapore salato.